# Nate Dogg
Nathaniel Dwayne „Nate Dogg” Hale (ur. 19 sierpnia 1969 w Long Beach zm. 15 marca 2011 tamże) – amerykański wokalista, raper i autor tekstów piosenek.
Był znany ze swojego głębokiego, melodyjnego wokalu, a jego muzykę często opisywano jako mieszankę hip-hopu i R&B, a jego zakres wokalny między tenorem a barytonem.
Od 5. roku życia śpiewał w kościelnym chórze „The Hale Family Singers”. W młodości śpiewał w New Hope Baptist Church w Long Beach w Kalifornii, gdzie jego ojciec, Daniel Lee Hale, był pastorem. W szkole średniej Long Beach Polytechnic High School, trzej przyjaciele – Nate, Snoop – Snoop Dogg i Warren założyli zespół 213. Porzuciwszy szkołę Nathaniel wstąpił do wojska.
W 2007 w wyniku lekkiego udaru mózgu został sparaliżowany. W grudniu 2008 roku przyszedł kolejny udar, w wyniku którego musiał zostać podłączony do respiratora. Na początku 2010 raper był w dalszym ciągu poddawany rehablitacji.
Zmarł 15 marca 2011 w Long Beach w wieku 41 lat w wyniku powikłania po wielu udarach.
17 marca ukazał się utwór nagrany przez Game’a All Dogs Go To Heaven (R.I.P. Nate Dogg) oddający hołd zmarłemu muzykowi. Wykorzystano fragmenty wokali rapera z utworu Dr. Dre The Next Episode, w którym Nate udzielił wokalu gościnnie.

## Dyskografia
Albumy solowe
| G-Funk Classics, Vol. 1: Ghetto Preacher  | - Data: 21 lipca 1998 - Wydawca: Breakaway | 58 | –  |
| G-Funk Classics, Vol. 2: The Prodigal Son | - Data: 21 lipca 1998 - Wydawca: Breakaway | –  | –  |
| Music & Me                                | - Data: 4 grudnia 2001 - Wydawca: Elektra  | 32 | 52 |
| Nate Dogg                                 | - Data: 25 lutego 2003 - Wydawca: Elektra  | –  | –  |
| „–” oznacza, że album nie był notowany.   |                                            |    |    |

Kompilacje
| Tytuł                       | Dane dot. albumu                           |
| --------------------------- | ------------------------------------------ |
| G-Funk Classics, Vol. 1 & 2 | - Data: 21 lipca 1998 - Wydawca: Breakaway |
| Essentials                  | - Data: 8 stycznia 2002 - Wydawca: Victor  |

## Filmografia
| Rok  | Tytuł                                               | Rola                 | Reżyser                   |
| ---- | --------------------------------------------------- | -------------------- | ------------------------- |
| 2001 | Snoop Dogg’s Doggystyle (film dokumentalny)         | w roli samego siebie | Michael Martin, Drew Rose |
| 2003 | Przywódca – zwariowana kampania prezydencka         | w roli samego siebie | Chris Rock                |
| 2003 | Rap Sheet: Hip-Hop and the Cops (film dokumentalny) | w roli samego siebie | Don Sikorski              |